# Клейбърн (окръг, Арканзас)
Окръг Клейбърн (на английски: Cleburne County) е окръг в щата Арканзас, Съединени американски щати. Площта му е 1533 km², а населението – 25 970 души (2010). Административен център е град Хибър Спрингс.